# Brycon orbignyanus
Brycon orbignyanus (Valenciennes, 1850) è un pesce d'acqua dolce appartenente alla famiglia Bryconidae che condivide con la specie affine Brycon hilarii il nome comune di Piraputanga.

## Distribuzione e habitat
Questo pesce è diffuso nel bacino imbrifero del Río de la Plata.

## Descrizione
Il corpo è allungato, compresso ai fianchi, con profilo dorsale e ventrale tondeggianti. Le scaglie sono grosse. La pinna caudale è ampia e sfrangiata in età adulta. La livrea è bruno rossastra con riflessi argentei, più gialla nel basso ventre e verso la pinna anale. Al centro dei fianchi parte una fascia nera dapprima sfumata poi nitida verso il peduncolo caudale e la coda. Le pinne sono rossastre. 

Raggiunge una lunghezza di 80 cm per un peso massimo di 6 kg circa.

## Studi
Brycon orbignyanus è una specie poco conosciuta, pertanto non si conoscono ancora in dettaglio le sue abitudini alimentari e riproduttive.